# New York Giants 2024
La stagione 2024 dei New York Giants è stata la 100ª della franchigia nella National Football League e la terza con Brian Daboll come capo-allenatore.

## Scelte nel Draft 2024
| Scelte dei Giants nel Draft 2024 |        |                  |       |            |            |
| Giro                             | Scelta | Giocatore        | Ruolo | College    | Note       |
| 1                                | 6      | Malik Nabers     | WR    | LSU        |            |
| 2                                | 47     | Tyler Nubin      | S     | Minnesota  | da Seattle |
| 3                                | 70     | Andru Phillips   | CB    | Kentucky   |            |
| 4                                | 107    | Theo Johnson     | TE    | Penn State |            |
| 5                                | 166    | Tyrone Tracy Jr. | RB    | Purdue     |            |
| 6                                | 183    | Darius Muasau    | LB    | UCLA       |            |

## Staff
| Staff dei New York Giants |
| --- |
| Organi dirigenziali - Presidente/CEO – John Mara - Chairman/vice presidente esecutivo – Steve Tisch - Vice presidente senior & general manager – Joe Schoen - Assistente general manager – Brandon Brown - Vice presidente senior delle operazioni del football & strategia – Kevin Abrams - Vice presidente senior del personale dei giocatori – Chris Mara - Direttore del personale dei giocatori – Tim McDonnell - Direttore degli osservatori del college – Chris Pettit - Direttore delle operazioni del football – Ed Triggs - Director of coaching operations – Laura Young - Dirigente del personale senior – Kyle O'Brien Capo allenatore - Capo-allenatore – Brian Daboll Altri allenatori - Preparatore atletico – Craig Fitzgerald - Assistente p.a. – Drew Wilson - Performance manager/assistente p.a. – Sam Coad Allenatori dell'attacco - Coordinatore offensivo – Mike Kafka - Quarterback – Shea Tierney - Running back – DeAndre Smith - Wide receiver – Mike Groh - Tight end – Andy Bischoff - Offensive line – Bobby Johnson - Assistente offensive line – Tony Sparano Jr. - Assistente attacco – Christian Jones - Controllo qualità attacco – Angela Baker Allenatori della difesa - Coordinatore difensivo – Don Martindale - Defensive line – Andre Patterson - Assistente defensive line – Bryan Cox - Outside linebacker – Drew Wilkins - Inside linebacker – John Egorugwu - Defensive back – Jerome Henderson - Assistente defensive back – Michael Treier - Assistente difesa – Kevin Wilkins Allenatori dello special team - Coordinatore dello special team – Thomas McGaughey - Assistente special team – Anthony Blevins - Controllo qualità/Special team – Nick Williams |

## Roster
| Roster dei New York Giants |
| --- |
| Quarterback - 15 Tommy DeVito - 8 Daniel Jones - 2 Drew Lock Running Back - 20 Eric Gray - 26 Devin Singletary - 29 Tyrone Tracy Jr. Wide Receiver - 88 Bryce Ford-Wheaton - 13 Jalin Hyatt - 1 Malik Nabers - 80 Gunner Olszewski - 17 Wan'Dale Robinson - 86 Darius Slayton Tight End - 82 Daniel Bellinger - 84 Theo Johnson - 85 Chris Manhertz Offensive Linemen - 72 Jermaine Eluemunor T - 75 Joshua Ezeudu T - 63 Jake Kubas G - 73 Evan Neal T - 76 Jon Runyan Jr. G - 61 John Michael Schmitz C - 64 Aaron Stinnie G - 78 Andrew Thomas T - 74 Greg Van Roten G Defensive Linemen - 94 Elijah Chatman DE - 98 D.J. Davidson NT - 97 Dexter Lawrence NT - 93 Rakeem Nuñez-Roches DE - 95 Jordon Riley DE Linebacker - 55 Carlos Basham Jr. OLB - 36 Curtis Bolton ILB - 0 Brian Burns OLB - 52 Carter Coughlin ILB - 41 Micah McFadden ILB - 53 Darius Muasau ILB - 51 Azeez Ojulari OLB - 58 Bobby Okereke ILB - 5 Kayvon Thibodeaux OLB - 48 Benton Whitley OLB Defensive Back - 3 Deonte Banks CB - 24 Dane Belton FS - 28 Cordale Flott CB - 37 Tre Hawkins III CB - 21 Adoree' Jackson CB - 23 Anthony Johnson Jr. FS - 44 Nick McCloud CB - 31 Tyler Nubin SS - 22 Andru Phillips CB - 27 Jason Pinnock SS - 19 Isaiah Simmons SS Special Team - 9 Graham Gano K - 6 Jamie Gillan P - 59 Casey Kreiter LS Lista delle riserve - 49 Matthew Adams ILB (IR-DRF) - 70 Yodny Cajuste T (IR) - -- Chase Cota WR (IR) - 96 Timmy Horne NT (IR) - 54 Dyontae Johnson ILB (IR) - -- Elijah Riley SS (IR) - 65 Austin Schlottmann C (IR) - 34 Jonathan Sutherland SS (IR) Squadra di allenamento - 83 Lawrence Cager TE - 45 Tomon Fox OLB - 90 Elijah Garcia DE - 35 Art Green CB - 18 Isaiah Hodgins WR - 30 Alex Johnson CB - 89 Jakob Johnson FB/TE - 71 Marcellus Johnson T - 43 Raheem Layne FS - 99 Jude McAtamney K - 77 Joshua Miles T - 25 Dante Miller RB - 67 Jimmy Morrissey C - 39 Gervarrius Owens FS - 91 Casey Rogers DE - 33 Duke Shelley CB - 47 Ty Summers ILB Roster aggiornato al 4 settembre 2024 53 attivi, 8 inattivi, 16 nella squadra di allenamento |
| Legenda - I rookie sono in corsivo. - Il primo ruolo è il principale mentre gli eventuali successivi indicano i ruoli secondari. - (IR) sta per Injured Reserve ed indica la lista ristretta per un solo giocatore infortunato che può tornare ad allenarsi dopo la settimana 6 e a rientrare in prima squadra dopo che questa ha giocato 8 partite. - (NF-Inj.) / (NF-Ill.) stanno rispettivamente per Non-Football Injured e Non-Football Illness ed indicano le liste dove viene inserito un giocatore che ha un infortunio o una malattia non dipendente dal football americano. - (PUP) sta per Physically Unable to Perform ed indica la lista dove viene inserito un giocatore mentre è in attesa di recuperare la condizione fisica. Nella stagione regolare dopo la sesta partita giocata dalla propria squadra, il giocatore ha tempo tre settimane per riprendere ad allenarsi, più tre settimane aggiuntive dal suo rientro agli allenamenti per rientrare in prima squadra. |

## Precampionato
Il 15 maggio 2024 furono annunciati gli avversari del precampionato.
| Precampionato |           |           |                  |           |        |                 |                |         |
| Settimana     | Data      | Ora (ET)  | Avversario       | Risultato | Record | Stadio          | TV             | Sintesi |
| 1             | 8 agosto  | 7:00 p.m. | Detroit Lions    | V 14-3    | 1-0    | MetLife Stadium | NFL Network    | Sintesi |
| 2             | 17 agosto | 1:00 p.m. | @ Houston Texans | S 10-28   | 1-1    | NRG Stadium     | Fox 5 NY (Fox) | Sintesi |
| 3             | 24 agosto | 7:30 p.m. | @ New York Jets  | S 6-10    | 1-2    | MetLife Stadium | WCBS 2 (CBS)   | Sintesi |

## Stagione regolare

### Calendario
Il calendario della stagione regolare fu reso noto il 15 maggio 2024. Data e orario della gara di settimana 18 furono definiti il 29 dicembre, subito dopo lo svolgimento del diciassettesimo turno.
| Stagione regolare |                    |                    |                           |                    |                    |                         |                    |                    |
| Settimana         | Data               | Ora (ET)           | Avversario                | Risultato          | Record             | Stadio                  | TV                 | Sintesi            |
| 1                 | 8 settembre        | 1:00 p.m.          | Minnesota Vikings         | S 6-28             | 0-1                | MetLife Stadium         | Fox                | Sintesi            |
| 2                 | 15 settembre       | 1:00 p.m.          | @ Washington Commanders   | S 18-21            | 0-2                | Northwest Stadium       | Fox                | Sintesi            |
| 3                 | 22 settembre       | 1:00 p.m.          | @ Cleveland Browns        | V 21-15            | 1-2                | Huntington Bank Field   | Fox                | Sintesi            |
| 4                 | 26 settembre       | 8:15 p.m.          | Dallas Cowboys (T)        | S 15-20            | 1-3                | MetLife Stadium         | Prime Video        | Sintesi            |
| 5                 | 6 ottobre          | 4:25 p.m.          | @ Seattle Seahawks        | V 29-20            | 2-3                | Lumen Field             | CBS                | Sintesi            |
| 6                 | 13 ottobre         | 8:20 p.m.          | Cincinnati Bengals (S)    | S 7-17             | 2-4                | MetLife Stadium         | NBC                | Sintesi            |
| 7                 | 20 ottobre         | 1:00 p.m.          | Philadelphia Eagles       | S 3-28             | 2-5                | MetLife Stadium         | Fox                | Sintesi            |
| 8                 | 28 ottobre         | 8:15 p.m.          | @ Pittsburgh Steelers (M) | S 18-26            | 2-6                | Acrisure Stadium        | ESPN/ABC           | Sintesi            |
| 9                 | 3 novembre         | 1:00 p.m.          | Washington Commanders     | S 22-27            | 2-7                | MetLife Stadium         | Fox                | Sintesi            |
| 10                | 10 novembre        | 9:30 a.m.          | @ Carolina Panthers (I)   | S 17-20 (DTS)      | 2-8                | Allianz Arena (Monaco)  | NFL Network        | Sintesi            |
| 11                | Settimana di pausa | Settimana di pausa | Settimana di pausa        | Settimana di pausa | Settimana di pausa | Settimana di pausa      | Settimana di pausa | Settimana di pausa |
| 12                | 24 novembre        | 1:00 p.m.          | Tampa Bay Buccaneers      | S 7-30             | 2-9                | MetLife Stadium         | CBS                | Sintesi            |
| 13                | 28 novembre        | 4:30 p.m.          | @ Dallas Cowboys          | S 20-27            | 2-10               | AT&T Stadium            | Fox                | Sintesi            |
| 14                | 8 dicembre         | 1:00 p.m.          | New Orleans Saints        | S 11-14            | 2-11               | MetLife Stadium         | Fox                | Sintesi            |
| 15                | 15 dicembre        | 1:00 p.m.          | Baltimore Ravens          | S 14-35            | 2-12               | MetLife Stadium         | CBS                | Sintesi            |
| 16                | 22 dicembre        | 1:00 p.m.          | @ Atlanta Falcons         | S 7-34             | 2-13               | Mercedes-Benz Stadium   | Fox                | Sintesi            |
| 17                | 29 dicembre        | 1:00 p.m.          | Indianapolis Colts        | V 45-33            | 3-13               | MetLife Stadium         | Fox                | Sintesi            |
| 18                | 5 gennaio          | 1:00 p.m.          | @ Philadelphia Eagles     | S 13-20            | 3-14               | Lincoln Financial Field | CBS                | Sintesi            |

Note:
- Gli avversari della propria division sono in grassetto.
- Il simbolo "@" indica una partita giocata in trasferta.
- (M) indica il Monday Night Football, (T) il Thursday Night Football, (S) il Sunday Night Football e (I) una partita delle NFL International Series.

## Premi

### Premi settimanali e mensili
- Isaiah Simmons

giocatore degli special team della NFC della settimana 5
- Ihmir Smith-Marsette:

giocatore degli special team della NFC della settimana 17